# Enfida
Enfida ou Enfidha, aussi appelée Dar El Bey (arabe : النفيضة ) est une ville située à une centaine de kilomètres au sud de Tunis et à une dizaine de kilomètres de la côte du golfe d'Hammamet. 
Rattachée au gouvernorat de Sousse, elle constitue une municipalité comptant 10 990 habitants en 2014.
Située dans une plaine séparant la péninsule du cap Bon du Sahel tunisien, la ville est un important centre de commercialisation des produits agricoles de sa campagne environnante.
Elle constitue un important nœud de communications pour les axes routiers de la route nationale 1 (entre Tunis et Sousse) et de la route nationale 2 (vers Kairouan), tandis qu'elle se situe à proximité immédiate de l'autoroute A1 et qu'elle est sur le trajet de la principale ligne ferroviaire du pays reliant Tunis à Sfax. 
Un aéroport international se situe sur le territoire de la municipalité et un port en eaux profondes est envisagé.

## Histoire

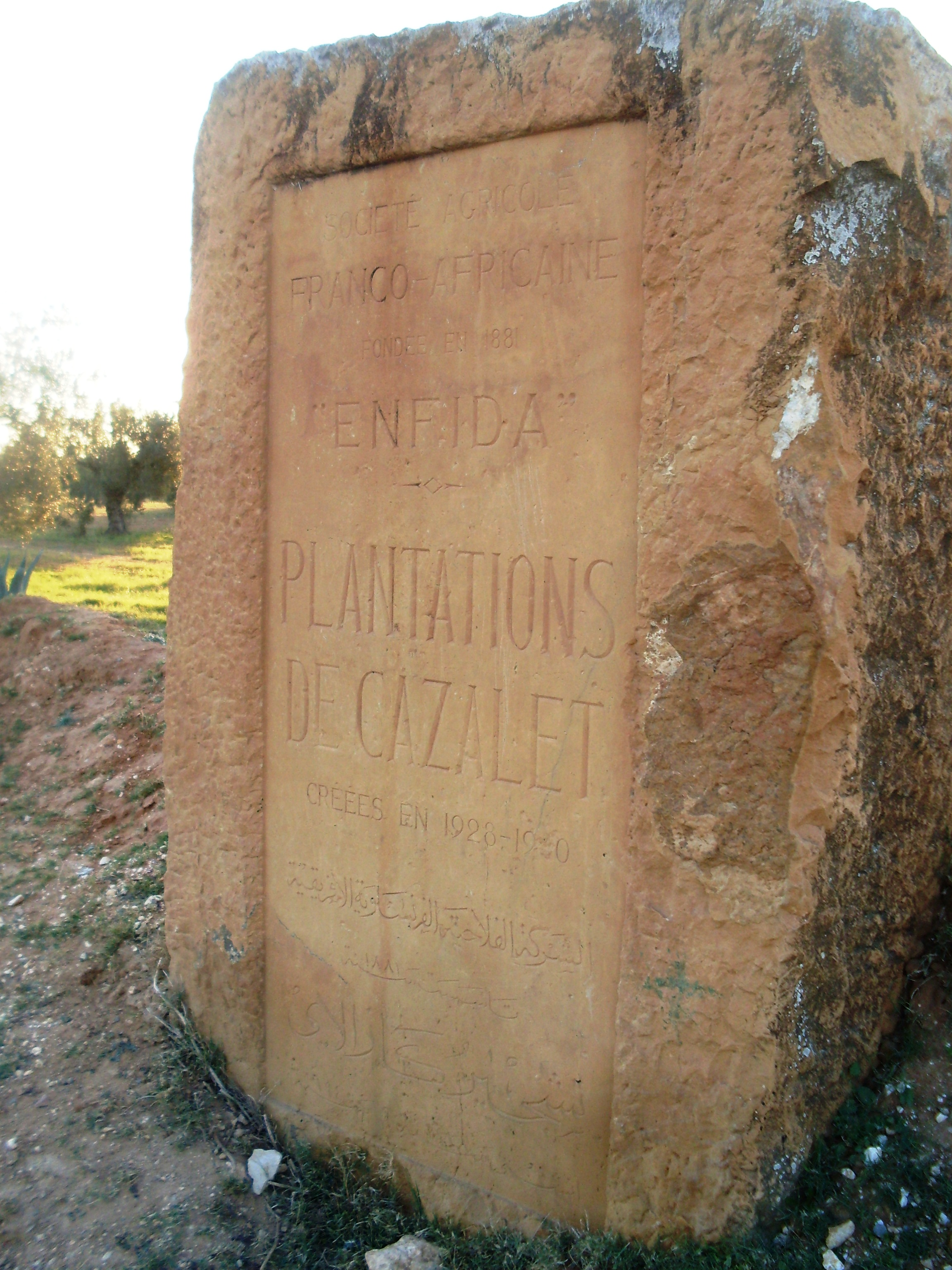
Borne marquant le domaine d'Enfida.

Enfida est à l'origine un domaine aux mains du bey de Tunis. Sadok Bey l'offre à son grand vizir, Kheireddine Pacha, en remerciement pour son intervention quant à la confirmation par le sultan ottoman (1871) des droits de succession de la famille de Sadok Bey sur le trône beylical. Lorsque Kheireddine quitte la Tunisie pour Constantinople quelques années plus tard, ce dernier vend le domaine d'une superficie de près de 100 000 hectares à une société marseillaise de crédit qui le rebaptise Enfidaville. La tentative des autorités tunisiennes de bloquer cette vente est vue comme un facteur contribuant à la décision du gouvernement français de placer la Tunisie sous protectorat.
Le domaine est plus tard vendu à la Société franco-africaine et Enfidaville devient le centre d'un domaine s'étendant sur 1 200 km2 et formant un rectangle entre les villes d'Hammamet, Sousse, Kairouan et Zaghouan. Sur ce domaine, dévolu à la culture des céréales, des olives, de la vigne et à l'élevage, se trouvent des colonies d'Européens vivant aux côtés des populations tunisiennes.
À Enfidaville, où se trouvait un palais beylical (d'où son nom arabe Dar El Bey), s'installent un important haras et un marché hebdomadaire très fréquenté. Au nord d'Enfida se trouve Henchir Chigarnia, l'ancienne Uppenna, où se trouvent les ruines d'une importante forteresse et d'une église dans laquelle est trouvée une mosaïque portant des épitaphes de divers évêques et martyrs, désormais au musée d'Enfida. Depuis 1967, Uppenna est à nouveau le siège d'un évêché titulaire.
Au cimetière militaire d'Enfida sont enterrés plus de 1 500 soldats britanniques, tombés entre novembre 1942 et mai 1943 dans les combats qui opposent la 8e armée britannique et les forces américaines aux troupes italiennes et allemandes.
La ville se situe sur le territoire de la tribu des Ouled Saïd.

## Transports
La ville enregistre depuis quelques années une importante augmentation des activités industrielles légères et du tourisme. 

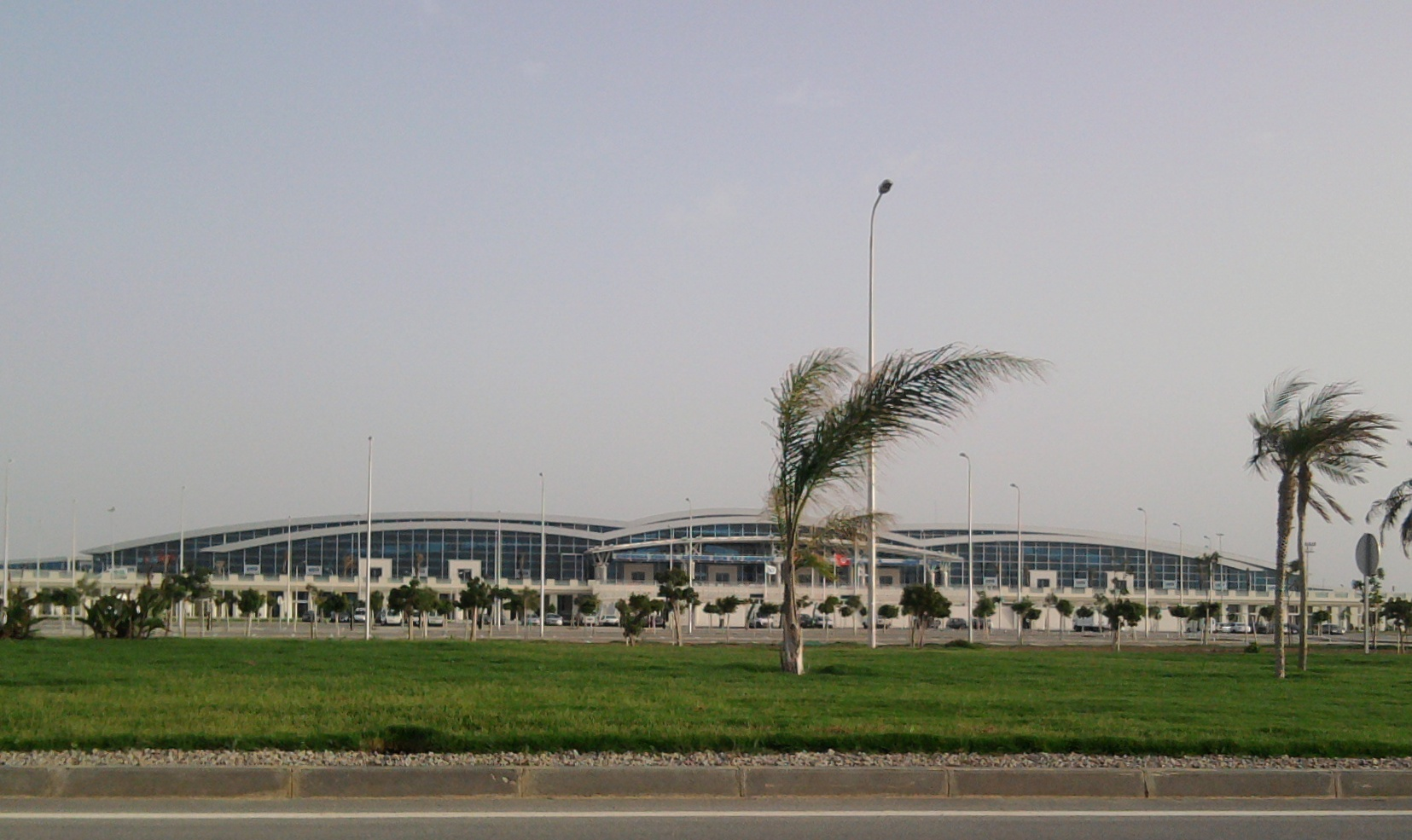
Aéroport international d'Enfida.

Dans le domaine des transports, un aéroport international est établi à proximité immédiate pour décongestionner les aéroports de Tunis et Monastir et aurait une capacité finale de 22 millions de passagers, contre cinq pour l'aéroport de Tunis.
En mars 2007, l'appel d'offres est remporté par le consortium turc TAV Airports Holding qui construit l'aéroport et l'exploite conjointement avec l'aéroport international de Monastir durant quarante ans contre un prix initial de 400 millions d'euros et le paiement d'une annuité. L'entrée en service de l'aéroport a lieu au second semestre 2009 avec une capacité initiale de cinq millions de passagers. L'aéroport d'Enfida s'étend sur une superficie totale de 75 000 m2 avec une piste d'atterrissage d'une longueur de 3 300 mètres ; sa tour de contrôle fait 85 mètres de haut.
Par ailleurs, un port en eaux profondes doit être réalisé. Ce projet comblera un déficit de capacité portuaire en Méditerranée centrale du fait de sa position à un carrefour des transports maritime (entre les bassins occidental et oriental de la Méditerranée), aérien (avec l'aéroport), routier (avec l'axe autoroutier Tunis-Sfax) et ferroviaire.